# Macromphalina californica
Macromphalina californica är en snäckart som beskrevs av Dall 1903. Macromphalina californica ingår i släktet Macromphalina och familjen Vitrinellidae. Inga underarter finns listade i Catalogue of Life.